# Tawa (khủng long)
Tawa là một chi khủng long, được Nesbitt N. D. Smith Irmis Turner A. Downs & Norell mô tả khoa học năm 2009.